# Druon Antigoon

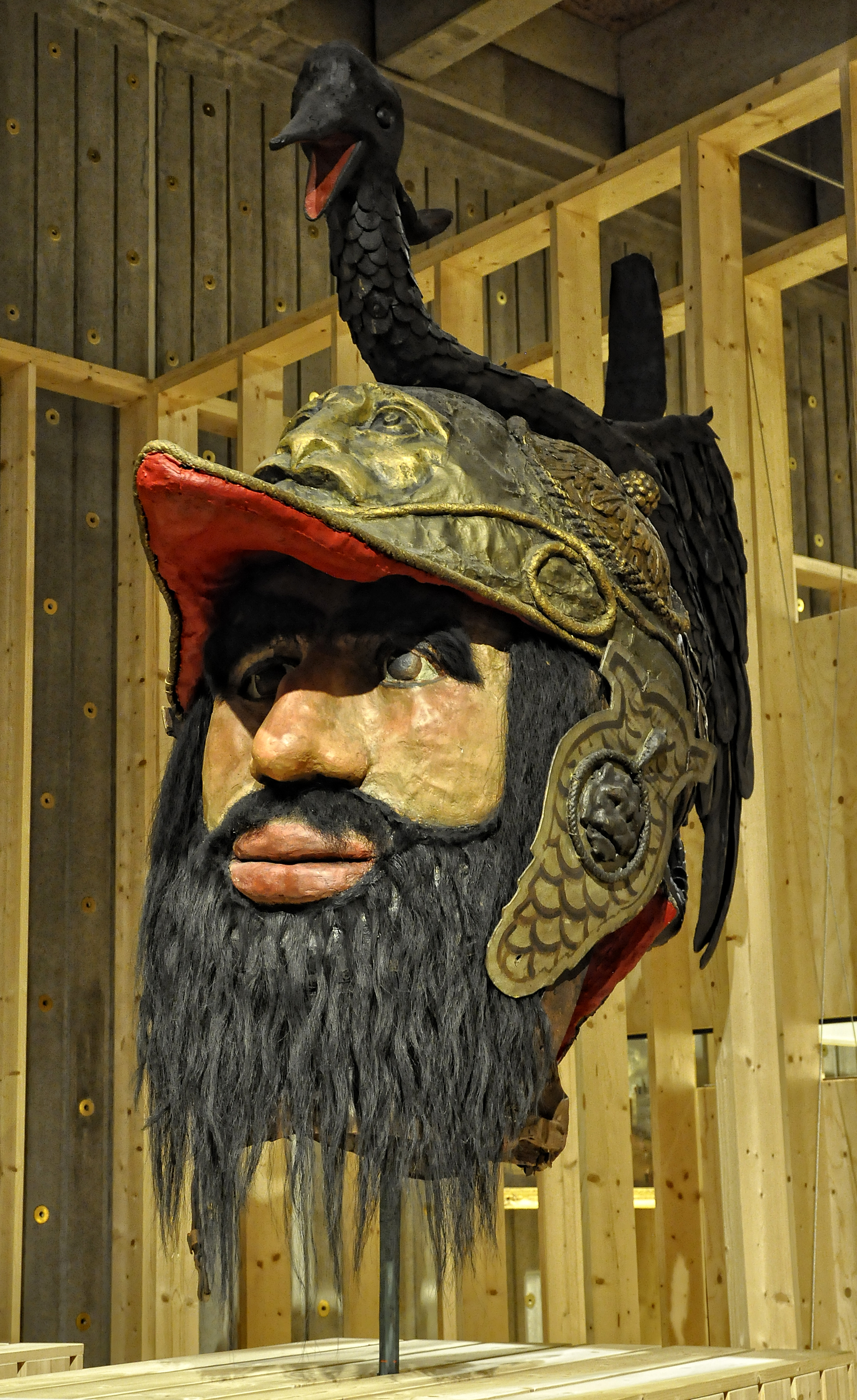
Hoofd van de stadsreus Druon Antigoon in het Antwerpse Museum aan de Stroom

Druon Antigoon is een Antwerps folklorefiguur, verbonden aan de legende van Silvius Brabo.

## Legende
Volgens de legende was Druon Antigoon een reus die aan de Schelde in Brabant woonde. Hij terroriseerde de streek door alle schippers tol te laten betalen. Als een schipper niet kon of wilde betalen, hakte de reus hem de hand af en wierp die in de rivier. Een Romeinse soldaat, Silvius Brabo, zou tegen Antigoon (tegenstrever) hebben gevochten. Hij doodde de reus, hakte vervolgens zijn hand af en wierp deze op zijn beurt in de Schelde. Vanwege dit "hand werpen" zou Antwerpen aan haar naam zijn gekomen.

## In populaire cultuur

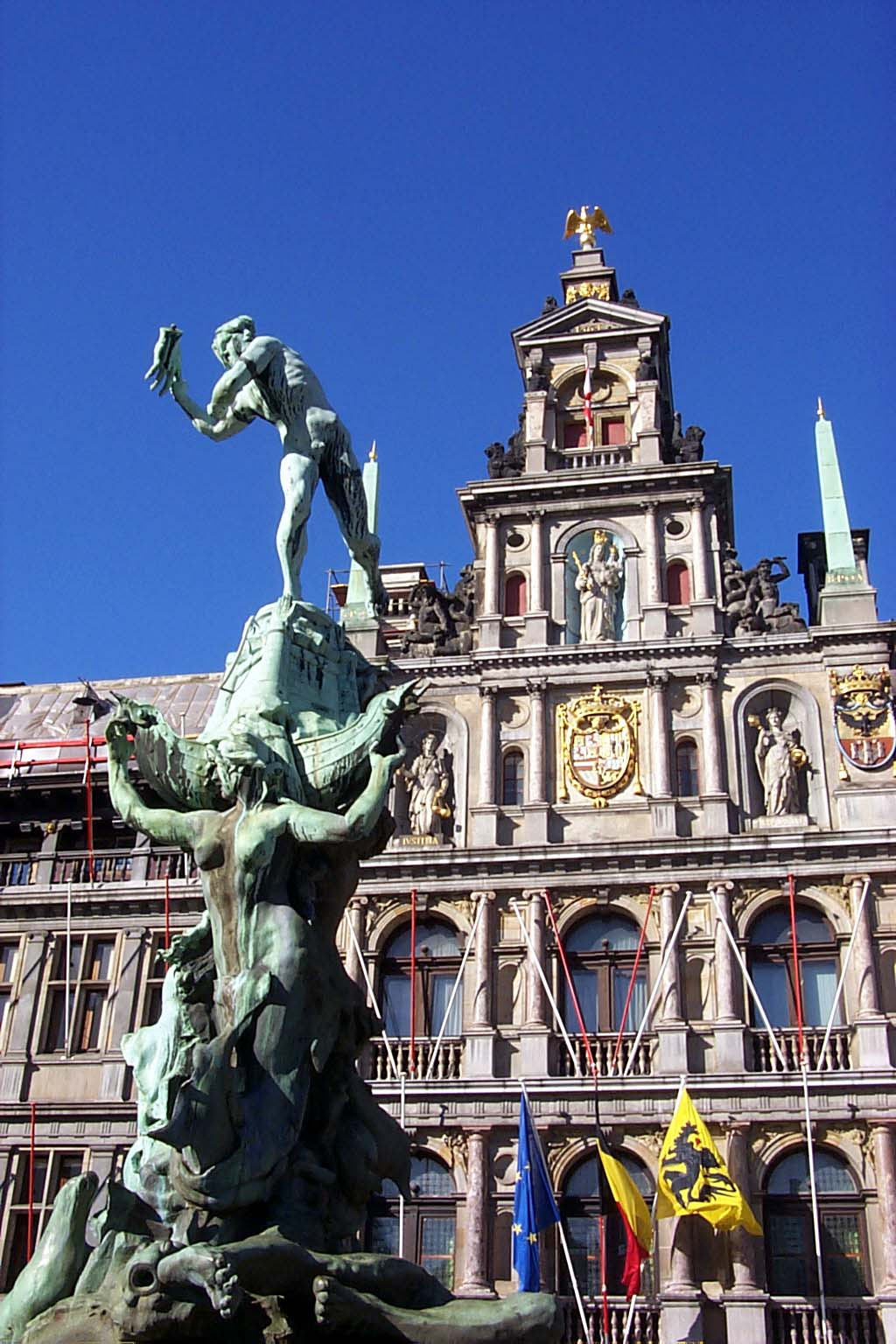
Beeld voor het Antwerps stadhuis van Brabo die Antigoons hand wegwerpt.

### Standbeelden
Op de verschillende beelden die in Antwerpen aan Brabo zijn gewijd is Antigoons hand altijd mee afgebeeld. Op de Brabofontein op de Antwerpse Grote Markt is onderaan de fontein het onthoofde lijk van de reus ook mee afgebeeld.

### Stadsreus
Pieter Coecke van Aelst ontwierp in 1534-1535 een stadsreus gebaseerd op Antigoon. De pop is gemaakt uit papier-maché, touw, metaal en echte haren. Tijdens optochten wordt de reus door de straten van Antwerpen gevoerd, maar de rest van het jaar is hij te bezichtigen in het Museum aan de Stroom in Antwerpen. 

### Strips
De legende wordt ook verteld in het Suske en Wiske-album De 7 schaken.